# Grec dòric

Les colònies gregues antigues i els seus dialectes a la Magna Graecia.
Grec del NO
Acadi
Dòric
Jònic

El grec dòric és un dialecte del grec antic. En l'època clàssica va ser parlat al Peloponnès meridional i oriental, Creta, Rodes, algunes illes del sud de l'Egeu, algunes ciutats de l'Àsia Menor, el sud d'Itàlia, Sicília, l'Epir i Macedònia.
En general s'accepta que el grec dòric es va originar a les muntanyes de l'Epir, al nord-oest de Grècia, l'assentament original dels doris. Es va estendre cap a les altres regions durant la invasió dòrica (al voltant del 1150 aC) i les colonitzacions que la van seguir. La presència d'un estat dòric (la Dòrida) a la grècia central, al nord del golf de Corint, va originar la teoria que el grec dòric tenia l'origen a la Grècia nord-occidental o potser més enllà dels Balcans. Tot i això, continua sense saber-se on era exactament el límit prehistòric, i si incloïa els antics macedonis.

## Subdialectes

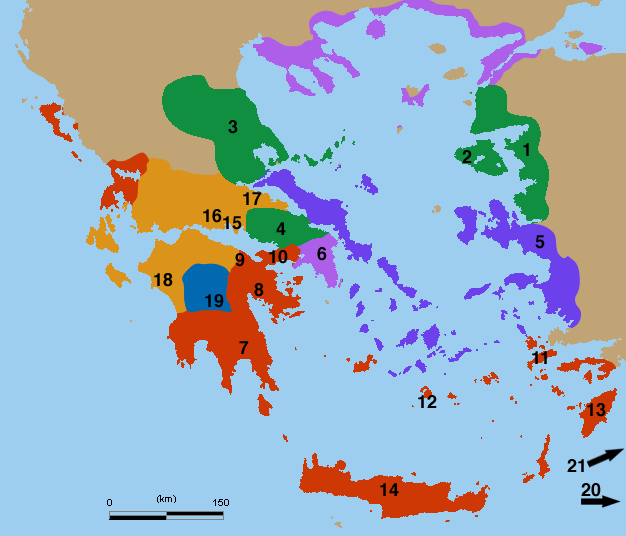
Domini del grec dòric7. Laconi/heracli
8. Argiu
9. Corinti
10. Megari
11. Dialecte de Kos
12. Dialecte de Tera i Cirene
13. Rodi
14. Cretenc
Domini del grec nord-occidental, relacionat i a vegades identificat amb el grec dòric15. Focidi
16. Locri ozoli
17. Locri opunti
18. Eleàtic

Depenent de la classificació que se'n faci, el dòric caurà en un o altre lloc de la classificació general dels dialectes del grec antic. En general es considera el dòric com un subgrup del grec occidental. Algunes classificacions usen noms com ara grec septentrional o grec nord-occidental. La distinció geogràfica és només verbal i sembla errònia: el dòric es va parlar al sud del "grec meridional" o "grec sud-oriental".
Sigui com sigui, la denominació «grec septentrional» es basa en la pressuposició que els doris van arribar del nord i el fet que el dori està estretament relacionat amb el grec nord-occidental. Es desconeix quan va començar la diferenciació. Tots els "grecs del nord" podien haver parlat un sol dialecte en el moment de la invasió dòrica, dialecte que es podia haver diferenciat en els seus subdialectes clàssics quan els doris ja estaven establerts al sud. Així, el nom més correcte per als dialectes clàssics seria el de «grec occidental».
Els subdialectes del grup dòric són els següents:

### Laconi/heracli
El laconi era parlat per la població de Lacònia, al sud del Peloponnès, i per les seves colònies, Tarant i Heraclea, al sud d'Itàlia. Lacònia va ser la terra de l'antiga Esparta.
Existeixen testimonis d'aquest dialecte en inscripcions en ceràmica i pedra des del segle vii aC. Tàrent va ser fundada el 706 aC; els fundadors ja devien parlar laconi.
Sobreviuen molts documents de l'estat espartà, els ciutadans del qual s'autodenominaven lacedemonis per la vall on vivien. Alcman, el poeta espartà del segle vii aC, usava un dialecte que alguns consideren predominantment laconi. Filoxen d'Alexandria va escriure un tractat Sobre el dialecte laconi.
El tsacònic és una llengua que ha sobreviscut de la branca dòrica. Prové del laconi i encara és parlada per alguns habitants de la part sud de la costa de l'Argòlida al Peloponnès, a la moderna prefectura d'Arcàdia. Avui dia és una matèria de considerable interès per als lingüistes, i una llengua en perill.

### Argiu
L'argiu es parlava a l'Argòlida, regió densament poblada del nord-est del Peloponnès, per exemple a les ciutats d'Argos, Micenes, Hermíona, Trezè i Epidaure, i tan a prop d'Atenes com a l'illa d'Egina. Com que en la regió d'aquest subdialecte durant l'edat del bronze s'hi va parlar grec micènic, es dedueix que els doris la van ocupar, però no van ser capaços de prendre l'Àtica. Els doris van continuar des d'Argos cap a Creta i Rodes.
N'existeix un ampli corpus d'inscripcions de caràcter legal, polític i religiós; com a mínim des del segle vi aC.

### Corinti
El corinti es parlava primer a la regió de l'istme de Corint, entre el Peloponnès i la Grècia més continental. Les ciutats i estats del domini del dialecte corinti eren Corint, Sició, Cleones, Fliünt, les colònies de Corint a l'oest de Grècia (Corcira, Lèucada, Anactòrion, Arta i altres) i les colònies de Còrcira (Dirràquion i Apol·lònia).
Les inscripcions més antigues a Corint daten de principis del segle vi aC. Usaven un alfabet adaptat a la seva varietat.
Corint desmenteix el prejudici que diu que els doris eren uns militaristes rústics, igual que els parlants de laconi segons el parer d'alguns. La seva posició en una ruta de comerç internacional va fer que Corint tingués un paper important en la recivilització de Grècia després dels segles de desordre i desolació que van seguir el col·lapse de la Grècia micènica.

### Altres subdialectes
Es distingeixen altres subdialectes com ara el megari (parlat a Mègara), el rodi (a Rodes), el cretenc (a Creta) i els de les illes de Cos i de Tera (aquest darrer també parlat a Cirene).
Els subdialectes del grec nord-occidental també es podrien considerar dòrics (i viceversa).

## Diferències entre el dòric i l'àtic/koiné

### Vocalisme
- Es preserva la ā (α) on l'àtic/koiné la canvien a ē llarga oberta (η), com en γᾶ μάτηρ (gā mātēr, "mare terra"). Compareu amb àtic/koiné γῆ μήτηρ (gē mētēr)
- Contracció ae > ē (η), en comptes de l'àtic/koiné ā (ᾱ)
- L'original eo, ea passa a io, ia (ιο, ia en alguns subdialectes dòrics
- Alguns subdialectes dòrics usen ē, ō (η, ω) per als "diftongs espuris" de l'àtic/koiné ei, ou (ει, ου, és a dir, fan una vocal secundària llarga a causa d'una contracció o un allargament compensatori. Els exemples més freqüents són el genitiu singular acabat en -ω (en comptes de -ου), l'acusatiu plural en -ως (en comptes de -ους) i l'infinitiu en -ην (en comptes de -ειν)
- Ús d'α llarga en comptes de l'ε de l'àtic/koiné: ἱαρός, Ἄρταμις, γα, αἰ

### Consonantisme
- Es preserva l'acabament -τι on l'àtic/koiné tenen -σι. Els exemples més característics són:
  - La tercera persona del singular dels verbs en μι: φατί (cf. àtic/koiné φησί(ν))
  - La tercera persona del plural del present i el subjuntiu es fa en -nti: λέγoντι (cf. àtic/koiné λέγουσι/ν)
  - La vintena: ϝίκατι (cf. àtic/koiné εἴκοσι/ν) i
  - els centenars, en -katioi: τριακάτιοι (cf. àtic/koiné τριακόσιοι)
- Es preserva la doble -σσ- davant de vocal on l'àtic/koiné tenen -σ-: μέσσος (cf. àtic/koiné μέσος)
- Es preserva la ϝ, que es perd en àtic/koiné: ϝοῖκος (cf. àtic/koiné οἶκος) excepte en els texts literaris en dori i les inscripcions del període hel·lenístic
- Ús de la ξ ens els aoristes i futurs dels verbs acabats en -ίζω, -άζω, on l'àtic/koiné tenen σ: ἀγωνίξατο (cf. àtic/koiné ἀγωνίσατο). De manera similar s'usa κ davant de sufixes començats amb τ

### Morfologia
- El numeral τέτορες "quatre" en comptes de l'àtic/koiné τέτταρες (τέσσαρες)
- L'ordinal πρᾶτος "primer" en comptes de l'àtic/koiné πρῶτος
- El demostratiu τῆνος "aquest" en comptes de l'àtic/koinés (ἐ)κεῖνος
- El nominatiu plural de l'article i pronom demostratiu τοί, ταί, τοῦτοι, ταῦται en comptes de l'àtic/koinés οἱ, αἱ, οὗτοι, αὗται
- L'acabament de la tercera persona del plural del pretèrit atemàtic ("arrel") és -ν (ἔδον), i no -σαν (àtic/koiné ἔδοσαν
- L'acabament de la primera persona del plural es fa en -μες on l'àtic/koiné fa -μεν
- El futur es fa en -σε-ω (πραξῆται) on l'àtic koiné fa -σ-ω (πράξεται)
- Ús de la partícula modal κα en comptes de l'àtic/koiné ἄν: αἴ κα, αἰ δέ κα, αἰ τίς κα; cf. àtic/koiné ἐάν (ἄν), ἐὰν δέ (ἂν δέ), ἐάν τις (ἄν τις)
- Adverbis temporals en -κα (ὄκα) en comptes de l'àtic/koiné -τε (τόκα)
- Adverbis de lloc en -ει (τεῖδε) en comptes de l'àtic/koiné -ου (πεῖ)

### Paraules especials
- λέω (λείω) "voluntat"; δράω "fer", πάομαι (= κτάομαι) "adquirir"